# Полицейский кольт «Питон 357»
«Полицейский кольт „Питон 357“» (англ. Police Python 357) — полицейский кинотриллер Алена Корно с участием Ива Монтана и Симоны Синьоре 1976 года.

## Сюжет
Инспектор Ферро — опытный и бесстрашный полицейский. Он точен, практичен и одинок. Однажды во время задержания опасных грабителей он попадает в объектив девушки фотографа Сильвии. Они начинают встречаться, и полицейский от неё теряет голову. Сильвия же ведет двойную жизнь, а прошлое её не так красиво, как она сама. Девушка живёт на содержании у непосредственного начальника Ферро — Ганэ, шефа полиции. Тот, узнав о её связи с кем-то другим, убивает Сильвию, а Ферро вместе с молодым напарником начинает расследование, также не подозревая, кто виновен в преступлении.
Улики, оставшиеся на месте преступления, указывают на Ферро, но тот упорно отстаивает версию, что эти следы не ведут к убийце, и всячески старается скрыть своё участие в истории. Жена Ганэ всячески удерживает мужа от необдуманных действий. Ферро загнан в угол — и обращается за помощью к шефу, объяснив ситуацию. Ганэ понимает, что Ферро близок к разгадке, и решает его убить. Но выучка и практика спасают Ферро, револьвер которого стреляет раньше пистолета Ганэ. 
Шеф убит наповал, но полицейского ждёт очная ставка со всеми свидетелями, на которой ему придётся присутствовать. Чтобы не быть опознанным, Ферро уродует лицо с помощью кислоты. Однако напарник сопоставляет факты и начинает догадываться о сути дела. Но чрезвычайная ситуация разрешает дело иначе. Ферро, которому нечего терять, под пулями бандитов спасает напарника, и тот, даже точно зная о причастности Ферро к убийству, уже не может выступить против своего товарища.

## В ролях
- Ив Монтан — инспектор Марк Ферро
- Франсуа Перье — комиссар Ганэ
- Симона Синьоре — Тереза Ганэ
- Стефания Сандрелли — Сильвия Леопарди
- Матьё Каррьер — инспектор Менар (французский дубляж — Бернар Мюра)
- Вадим Гловна — инспектор Абади (французский дубляж — Жерар Эрнандес)
- Клод Бертран — продавец свиней
- Серж Маркан — «Рыжий»

## Награды и премии
В 1977 году фильм был удостоен премии «Сезар» в категории «Лучший монтаж» (Мари-Жозеф Йойотт), а также был номинирован в категории «Лучшая музыка к фильму» (Жорж Делерю).

## Интересные факты
- Монтан и Синьоре, являющиеся супругами в реальной жизни, в фильме противостоят друг другу и на экране появляются вместе лишь в одной сцене.